# وسلا (ناحیه روکیتسانی)
وسلا (به چکی: Veselá) یک منطقهٔ مسکونی در جمهوری چک است که در ناحیه روکیتسانی واقع شده‌است. وسلا ۳٫۰۵ کیلومتر مربع مساحت و ۱۹۳ نفر جمعیت دارد و ۴۴۷ متر بالاتر از سطح دریا واقع شده‌است.